# Chalut-râteau
Un chalut-râteau est un type de chalut monté sur roues servant à ramasser les tellines.